# Jim Petersen
James Richard "Jim" Petersen (Minneapolis, Minnesota, 22 de febrero de 1962) es un exjugador de baloncesto estadounidense que disputó ocho temporadas en la NBA. Con 2,01 metros de estatura, jugaba en la posición de alero. De 2009 a 2017 fue entrenador asistente de las Minnesota Lynx de la WNBA.

## Trayectoria deportiva

### Universidad
Tras haber disputado en 1980 el prestogioso McDonald's All American Game, jugó durante cuatro temporadas con los Golden Gophers de la Universidad de Minnesota, en las que promedió 5,6 puntos y 4,0 rebotes por partido.

### Profesional
Fue elegido en la quincuagésimo primera posición del Draft de la NBA de 1984 por Houston Rockets, donde jugó 4 temporadas. en la segunda de ellas llegó a disputar las Finales de la NBA ante Boston Celtics, en las que cayeron por 4-2. Petersen promedió ese año 6,2 puntos y 4,8 rebotes por partido. Al año siguiente alcanzaría la titularidad, jugando su mejor temporada como profesional, en la que promedió 11,3 puntos y 6,8 rebotes por partido.
En 1988 fue traspasado junto con Rodney McCray a Sacramento Kings a cambio de Otis Thorpe, donde jugó una temporada saliendo habitualmente como titular, promediando 10,2 puntos y 6,3 rebotes por partido.
Al año siguiente fue traspasado a Golden State Warriors a cambio de Ralph Sampson. Allí jugó durante tres temporadas como suplente de Rod Higgins, retirándose definitivamente en 1992.

## Estadísticas de su carrera en la NBA

### Temporada regular
| Temporada | Edad | Equipo                | Liga | P   | TIT | MIN  | TC  | TCA | %TC  | 3P  | 3PA | %3P  | TL  | TLA | %TL  | R.OF. | R.DEF. | REB | ASIS | ROB | TAP | PER | FP  | PTS  |
| 1984-85   | 22   | Houston Rockets       | NBA  | 60  | 0   | 11.9 | 1.2 | 2.4 | .486 | 0.0 | 0.0 |      | 0.8 | 1.1 | .758 | 0.7   | 1.7    | 2.5 | 0.5  | 0.2 | 0.5 | 1.2 | 2.1 | 3.2  |
| 1985-86   | 23   | Houston Rockets       | NBA  | 82  | 20  | 20.3 | 2.4 | 5.0 | .477 | 0.0 | 0.0 | .000 | 1.4 | 2.0 | .706 | 1.8   | 3.0    | 4.8 | 1.0  | 0.5 | 0.7 | 1.0 | 2.8 | 6.2  |
| 1986-87   | 24   | Houston Rockets       | NBA  | 82  | 56  | 29.3 | 4.7 | 9.2 | .511 | 0.0 | 0.0 | .000 | 1.9 | 2.5 | .727 | 2.2   | 4.6    | 6.8 | 1.5  | 0.5 | 1.2 | 1.9 | 3.3 | 11.3 |
| 1987-88   | 25   | Houston Rockets       | NBA  | 69  | 50  | 26.0 | 3.6 | 7.1 | .510 | 0.0 | 0.1 | .167 | 1.7 | 2.2 | .745 | 2.1   | 4.2    | 6.3 | 1.5  | 0.5 | 0.6 | 1.7 | 2.9 | 8.9  |
| 1988-89   | 26   | Sacramento Kings      | NBA  | 66  | 40  | 24.7 | 4.2 | 9.2 | .459 | 0.0 | 0.1 | .000 | 1.7 | 2.3 | .747 | 1.8   | 4.4    | 6.3 | 1.2  | 0.7 | 1.0 | 2.2 | 3.6 | 10.2 |
| 1989-90   | 27   | Golden State Warriors | NBA  | 43  | 19  | 13.8 | 1.4 | 3.3 | .426 | 0.0 | 0.0 | .000 | 1.2 | 1.7 | .712 | 1.1   | 2.6    | 3.7 | 0.5  | 0.4 | 0.5 | 0.8 | 2.4 | 4.0  |
| 1990-91   | 28   | Golden State Warriors | NBA  | 62  | 21  | 13.5 | 1.8 | 3.8 | .483 | 0.0 | 0.1 | .250 | 0.8 | 1.2 | .658 | 1.1   | 2.1    | 3.2 | 0.4  | 0.2 | 0.7 | 0.8 | 2.5 | 4.5  |
| 1991-92   | 29   | Golden State Warriors | NBA  | 27  | 2   | 6.3  | 0.7 | 1.5 | .450 | 0.0 | 0.1 | .000 | 0.3 | 0.4 | .700 | 0.4   | 1.2    | 1.7 | 0.3  | 0.2 | 0.2 | 0.2 | 1.3 | 1.6  |
| Total     |      |                       | NBA  | 491 | 208 | 20.0 | 2.8 | 5.7 | .486 | 0.0 | 0.1 | .071 | 1.3 | 1.8 | .725 | 1.6   | 3.2    | 4.8 | 1.0  | 0.4 | 0.7 | 1.3 | 2.8 | 6.9  |

### Playoffs
| Temporada | Edad | Equipo                | Liga | P  | MIN | TCA | TC  | 3PA | 3P | TLA | TL | R.OF. | REB | ASIS | ROB | TAP | PER | FP  | PTS | %TC   | %3P | %FT  | MIN  | PTS | REB | AST |
| 1984-85   | 22   | Houston Rockets       | NBA  | 3  | 8   | 1   | 1   | 0   | 0  | 0   | 0  | 1     | 2   | 1    | 0   | 0   | 1   | 2   | 2   | 1.000 |     |      | 2.7  | 0.7 | 0.7 | 0.3 |
| 1985-86   | 23   | Houston Rockets       | NBA  | 20 | 378 | 44  | 108 | 0   | 0  | 23  | 33 | 47    | 111 | 21   | 9   | 9   | 16  | 58  | 111 | .407  |     | .697 | 18.9 | 5.6 | 5.6 | 1.1 |
| 1986-87   | 24   | Houston Rockets       | NBA  | 10 | 187 | 28  | 51  | 0   | 0  | 12  | 18 | 14    | 46  | 6    | 5   | 2   | 10  | 26  | 68  | .549  |     | .667 | 18.7 | 6.8 | 4.6 | 0.6 |
| 1987-88   | 25   | Houston Rockets       | NBA  | 4  | 98  | 12  | 23  | 0   | 0  | 7   | 12 | 7     | 21  | 6    | 1   | 2   | 4   | 11  | 31  | .522  |     | .583 | 24.5 | 7.8 | 5.3 | 1.5 |
| 1990-91   | 28   | Golden State Warriors | NBA  | 9  | 117 | 12  | 17  | 0   | 0  | 5   | 8  | 4     | 27  | 3    | 2   | 4   | 2   | 35  | 29  | .706  |     | .625 | 13.0 | 3.2 | 3.0 | 0.3 |
| Total     |      |                       | NBA  | 46 | 788 | 97  | 200 | 0   | 0  | 47  | 71 | 73    | 207 | 37   | 17  | 17  | 33  | 132 | 241 | .485  |     | .662 | 17.1 | 5.2 | 4.5 | 0.8 |

### Entrenador
Desde 2009 a 2017 fue entrenador asistente de Don Zierden en las Minnesota Lynx de la WNBA.